# Marcel Marceau
Marcel Marceau, de nacimiento Marcel Mangel y también conocido por el nombre de su personaje, Bip the Clown, (Estrasburgo, 22 de marzo de 1923 - Cahors, 22 de septiembre de 2007) fue un famoso mimo francés. Definía a la mímica como el "arte del silencio". Actuó profesionalmente en todo el mundo durante más de 60 años.

## Biografía
Marceau nació en Estrasburgo el 22 de marzo de 1923. Sus padres eran Charles Mangel y Anne Werzberg. Cuando tenía cuatro años, él y su familia, de origen judío, se mudaron a Lille, aunque volvieron a Estrasburgo en los primeros años de su adolescencia. A los 16 años de edad, Marcel y su familia se vieron obligados a dejar su hogar cuando las tropas alemanas invadieron Francia durante la Segunda Guerra Mundial, teniendo que huir a Limoges, donde murió en 2007. Su padre, un carnicero judío, fue arrestado por la Gestapo y deportado al campo de concentración de Auschwitz.
Marcel y su hermano, Alain, decidieron adoptar el apellido Marceau con el fin de ocultar sus orígenes judíos. El apellido fue elegido como referencia a François Séverin Marceau-Desgraviers, general de la Revolución francesa. Ambos hermanos se alistaron a la Resistencia francesa en Limoges, donde salvaron a numerosos niños judíos de los campos de concentración (350 niños según ciertas versiones). Posteriormente, los dos hermanos se unieron a las fuerzas de la Francia Libre de Charles de Gaulle.

## Trayectoria

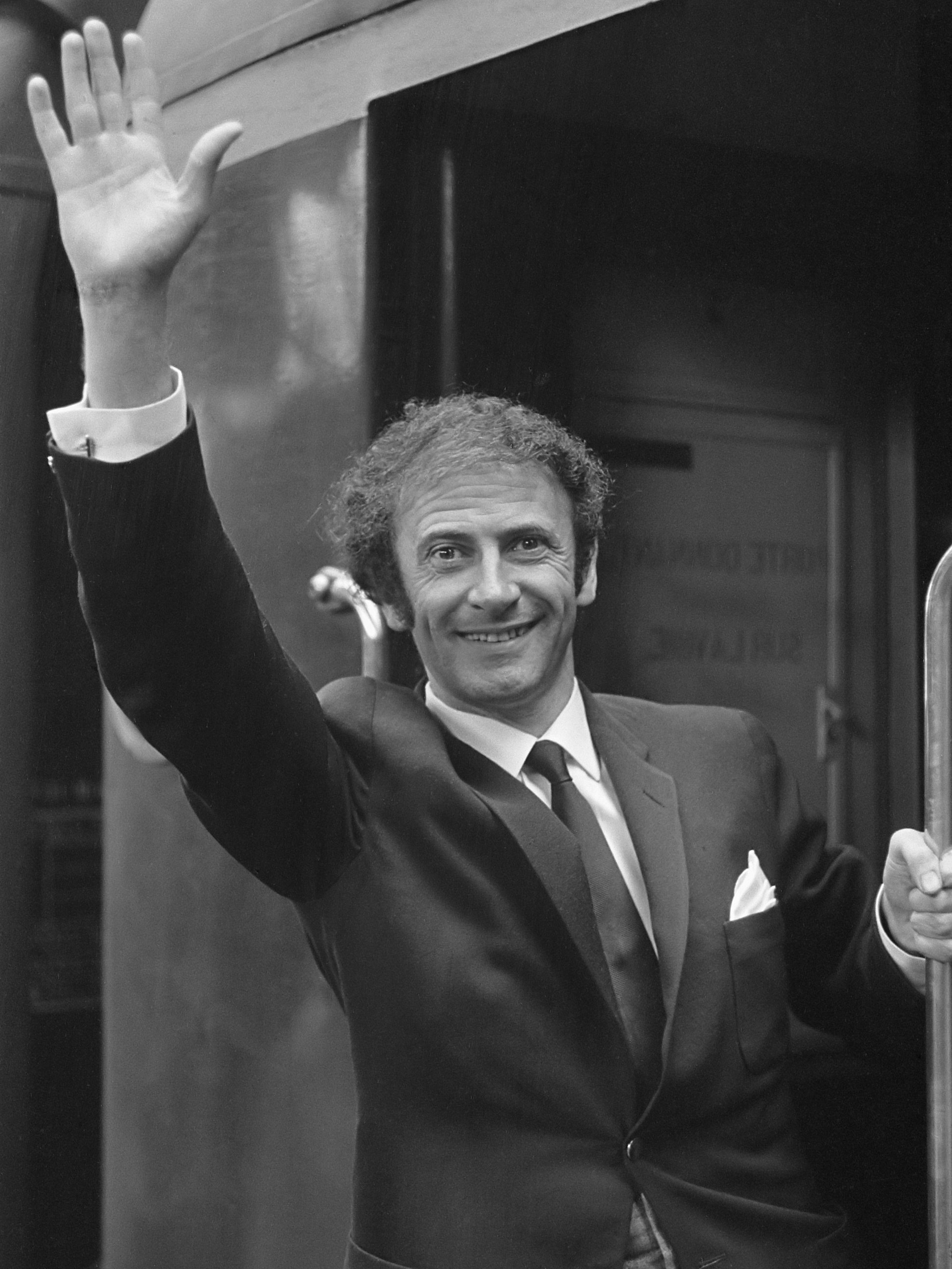
Marcel Marceau (1962)

Comenzó su carrera como mimo en Alemania, actuando para las tropas francesas de ocupación, después de la Segunda Guerra Mundial. Tras esa incursión en el arte dramático decidió estudiar esta disciplina en el teatro Sarah Bernhardt de París.
Marceau se interesó en la actuación tras haber visto a Charles Chaplin. Al término de la guerra se matriculó como estudiante en la academia de arte dramático Charles Dullin en el teatro de Sarah Bernhardt de París, donde recibió clases de maestros como Charles Dullin y Étienne Decroux, quien también enseñó a Jean-Louis Barrault. Al darse cuenta del excepcional talento de Marceau, lo invitaron a unirse a su compañía y le dieron el rol del Arlequín en la pantomima titulada Baptiste, donde Barrault se interpretaba a sí mismo en la película mundialmente famosa Les Enfants du Paradis. La actuación de Marceau le ganó una fuerte aclamación que lo incentivó a presentar ese mismo año su primer mimodrama llamado Praxitele and the Golden Fish, en el teatro Bernhardt.
Marceau creó en 1947 a Bip, el con un suéter a rayas y con un maltratado sombrero de copa decorado con una flor (que representaba la fragilidad de la vida) y que se convirtió en su alter ego, similar al vagabundo de Chaplin. Las desventuras de Bip con todo lo que le rodeaba, desde mariposas hasta leones, barcos y trenes, en pistas de bailes de restaurantes, no tenían límites. El estilo de la pantomima de Marceau no ha tenido par, sus ejercicios silenciosos que incluyen las clásicas representaciones de la caja, caminando en contra del viento, el fabricante de máscaras, en el parque y sátiras de todo tipo, desde escultores a matadores, han sido descritas como geniales. De su pieza Joven, maduro, anciano y muerte, un crítico ha dicho que «logra en menos de dos minutos lo que la mayoría de los novelistas no logran en volúmenes».
Pasó por el cine con otro gag inolvidable: en La última locura de Mel Brooks, una película muda de 1976 con varios actores invitados, Marcel Marceau es el único personaje que habla: dice "¡No!", y ni una palabra más.
La película Resistencia (2020) cuenta la gran hazaña de salvar niños durante la ocupación nazi de Francia, junto con sus hermanos y grupos de la resistencia francesa.
Marcel se casó 3 veces; con su primera mujer tuvo dos varones, con su segunda esposa no tuvo hijos y con su tercera esposa tuvo dos niñas.
Falleció a los 84 años de edad y fue enterrado en el cementerio parisino de Père Lachaise.

## Premios y distinciones
Fue condecorado oficial de la Legión de Honor francesa. En 1948 recibió el famoso Premio Deburau. Fue reconocido como miembro de la Academia de Finas Artes de Berlín y Múnich, También recibió condecoraciones de las universidades de Ohio, Princeton y Míchigan y fue embajador de las naciones unidas. En abril de 2001, Marceau recibió, por parte de la Universidad de Míchigan, la Medalla Wallenberg en reconocimiento a su humanitarismo y actos de valor ayudando a judíos y otros refugiados durante la Segunda Guerra Mundial.